# Eosentomon perreti
Eosentomon perreti är en urinsektsart som beskrevs av Bruno Condé 1954. Eosentomon perreti ingår i släktet Eosentomon och familjen trakétrevfotingar. Inga underarter finns listade i Catalogue of Life.